# منطقة كوبال
كوبال رمزها «KP» (بالإنجليزية: Koppal)‏ ، هو تقسيم إداري لدولة الهند تتبع ولاية كارناتاكا (بالإنجليزية: Karnataka)‏ ، مركزها هو مدينة كوبال (بالإنجليزية: Koppal)‏ عدد سكانها حسب تعداد سنة 2001 هو 1,193,496 ، مساحتها 7,190 كم² وكثافة السكان 166 لكل كم² .